# Mas de Barberans

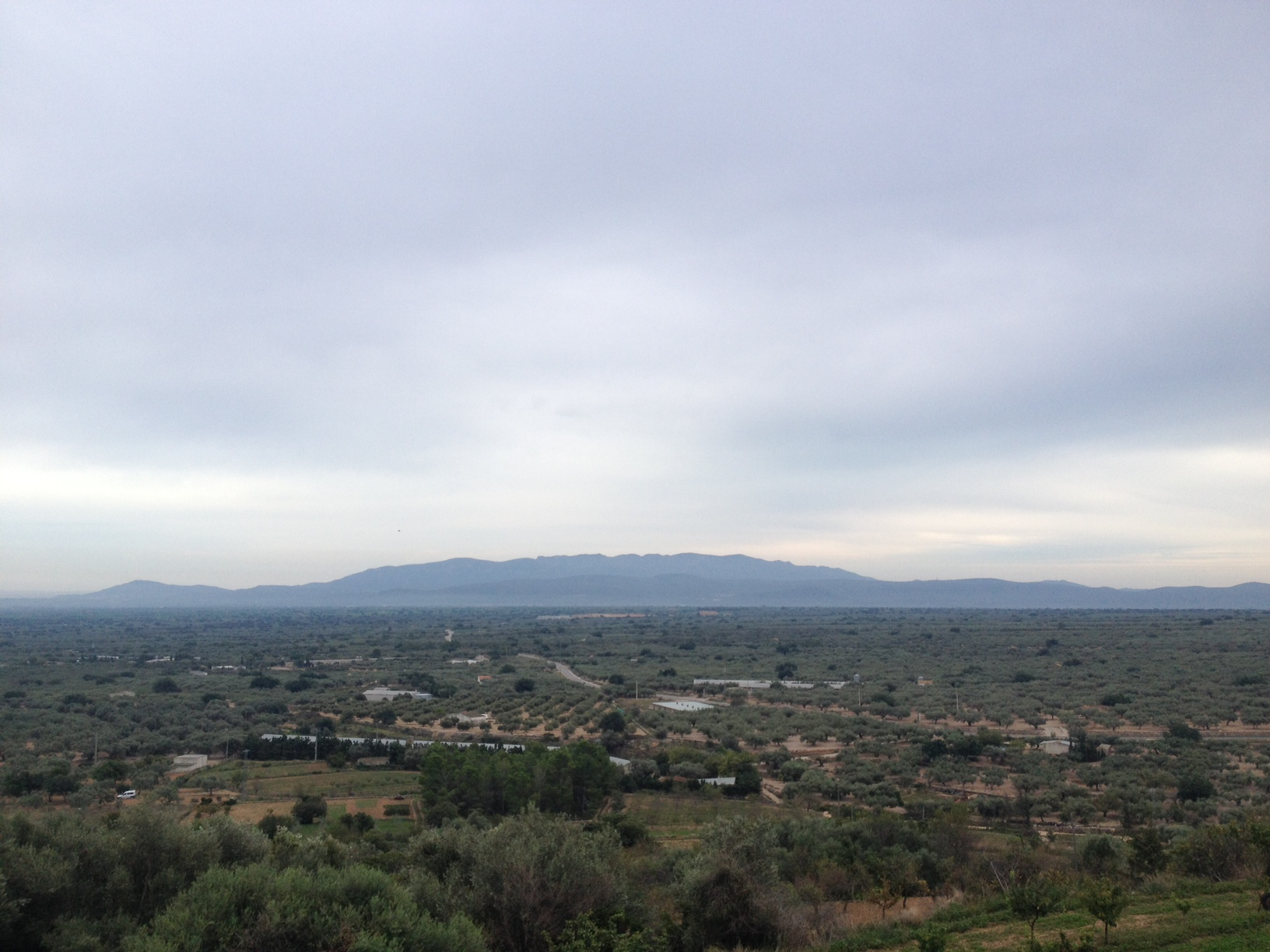
La plana de la Galera i les serralades de Godall, en primer terme, i del Montsià, darrere, vist des de Mas de Barberans

Mas de Barberans és un municipi de la comarca del Montsià. Està situat al peu del massís dels Ports. 3.589,80 hectàrees del seu terme municipal estan integrades al Parc Natural dels Ports, de les quals 22,46 pertanyen a la RNP de les Fagedes dels Ports.

## Història
És citat per primer cop en un document de Ramon Berenguer IV, datat el 22 de gener de 1155, i mitjançant el qual cedia aquestes terres al bisbe de Tortosa. El 1235 rep carta de poblament a nom de Barberà de la Torre i Pere de Falset. El topònim Mas de Barberans no apareix documentat fins al segle xvii. Fins llavors s'havia conegut com a Vila de Santa Maria.
Durant la Primera Guerra Carlista, el bàndol liberal, refugiat a l'església, va ser assetjat per les tropes de Ramon Cabrera. No van acceptar la capitulació, de manera que van ser atacats i van acabar afusellats pels carlins.

## Geografia
- Llista de topònims de Mas de Barberans (Orografia: muntanyes, serres, collades, indrets..; hidrografia: rius, fonts...; edificis: cases, masies, esglésies, etc).

## Demografia
| 1497 f | 1515 f | 1553 f | 1717 | 1787 | 1857  | 1877  | 1887  | 1900  | 1910  |
| ------ | ------ | ------ | ---- | ---- | ----- | ----- | ----- | ----- | ----- |
| 3      | 5      | 6      | 92   | -    | 1.216 | 1.515 | 1.683 | 1.610 | 1.569 |

| 1920  | 1930  | 1940  | 1950  | 1960  | 1970 | 1981 | 1990 | 1992 | 1994 |
| ----- | ----- | ----- | ----- | ----- | ---- | ---- | ---- | ---- | ---- |
| 1.410 | 1.334 | 1.237 | 1.143 | 1.017 | 900  | 775  | 753  | 758  | 758  |

| 1996 | 1998 | 2000 | 2002 | 2004 | 2006 | 2008 | 2010 | 2012 | 2014 |
| ---- | ---- | ---- | ---- | ---- | ---- | ---- | ---- | ---- | ---- |
| 726  | 711  | 699  | 682  | 682  | 679  | 676  | 645  | 636  | 619  |

| 2016 | 2018 | 2020 | 2022 | 2024 | 2026 | 2028 | 2030 | 2032 | 2034 |
| ---- | ---- | ---- | ---- | ---- | ---- | ---- | ---- | ---- | ---- |
| 605  | 577  | 564  | 556  | 547  | -    | -    | -    | -    | -    |

## Política

### Eleccions municipals 2011
| Candidatura | Candidatura                                            | Cap de llista              | Vots    | Regidors | % vots |
| ----------- | ------------------------------------------------------ | -------------------------- | ------- | -------- | ------ |
|             | Partit dels Socialistes de Catalunya-Progrés Municipal | Josep Maria Lleixà Lleixà  | 247     | 5        | 61,60% |
|             | Unió Municipal de Catalunya                            | Juan Vicente Garcés Lleixà | 108     | 2        | 26,93% |
|             | Vot en blanc                                           |                            | 6       |          | 1,50%  |
| Total       | Total                                                  | votants                    | votants | 7        |        |

### Eleccions municipals 2015
| Candidatura | Candidatura                                            | Cap de llista | Vots    | Regidors | % vots |
| ----------- | ------------------------------------------------------ | ------------- | ------- | -------- | ------ |
|             | Partit dels Socialistes de Catalunya-Progrés Municipal |               | 257     | 6        | 79,32% |
|             | Convergència i Unió                                    |               | 108     | 1        | 18,32% |
| Total       | Total                                                  | votants       | votants | 7        |        |

## Llocs d'interès

### L'Església

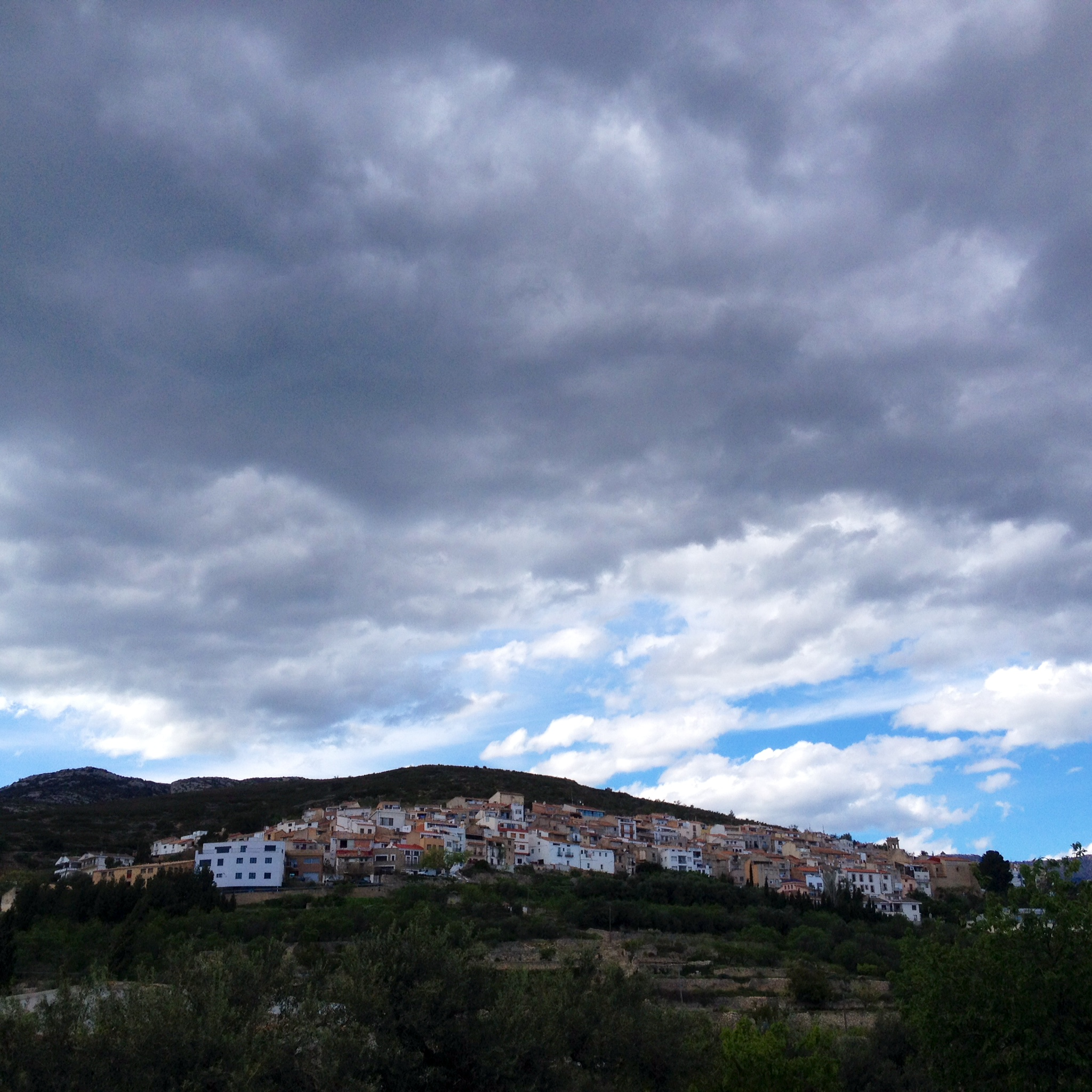
Vista del poble de Mas de Barberans.

L'església és d'un estil neoclàssic (segle xvii), fou acabada l'any 1731. Tot i que, es troben documents que diuen que l'any 1565 es va donar permís a Miquel Lleixar, per tallar la fusta per a l'església. El presbiteri estava fet amb fusta, les imatges eren també de fusta, les campanes se sentien per tot el terme. De tot això ara no en queda res, tot ha anat desapareixent.
Amb les guerres carlines, fou caserna de les tropes del General Cabrera, amb altres revoltes serví d'hospital, de presó, etc. En cadascuna d'aquestes actuacions, l'església s'anava deteriorant. Fins que l'any 1971 es va voler fer una reforma i aquí es pot dir que es va acabar de destruir. Es va eliminar un altar que es va fer a la dècada dels 40, es va tirar el campanar antic i es va substituir per una torre que no té res a veure amb l'estructura original, es va tirar la teulada que era prou digna i es va substituir per unes planxes de ferro.
A principis del 1995, començà una nova reforma per substituir la teulada i arranjar un poc l'interior.

## Biblioteca
La Biblioteca municipal de Mas de Barberans és una biblioteca menuda però en una base prou important per la població. Hi ha un fons bibliotecari aproximat d'uns 2500 llibres. Molts d'ells són novel·la en català i en castellà, poesia i teatre. També una secció infantil de contes molt àmplia i actualitzada.

## Cultura i tradicions

### La Pauma
Fins a l'any 1970 aproximadament, una altra font d'ingressos fou l'artesania del Margalló. Els homes anaven durant la primavera i l'estiu a fer "les paumes", això és, a collir les paumes sortides de l'any als margallons, després les deixaven assecar al sol, procurant que no es mullessin, fins que quedaven d'un color beix.
Una vegada la pauma estava seca, venia el seu procés d'elaboració. En primer lloc s'havien de separar tots els 'brins' d'un en un, després amb un 'tallant' (normalment era una falç, clavada amb una fusta, per poder-hi recolzar el peu, que tot plegat tenia forma de 2 (se'ls segava 'l'alcoell' i es deixaven els 'brins' solts. Es posaven al damunt d'un sac un poc humit i s'enrolaven fins al moment que es començava a 'llatar' (fer una trena amb els brins). Aquesta era una feina que feien les dones. Els home de nit i la mainada per les tardes, també col·laboraven fent cordills, que servien per cosir la 'llata'. Es feien moltes eines com cabassos, sarions, senalles, sarrons, cabasses, saries, ventadés, graneres, etc.
La venda d'aquests productes, normalment, es feia canviant els mateixos per pataques, panís, o algun altre producte de la terra, a les poblacions veïnes, com podien ser Santa Bàrbara, Godall, La Sénia, Ulldecona, n'hi havia també que arribaven a pobles del Baix Maestrat, com Sant Rafel del Riu, Traiguera, etc.

### Museu

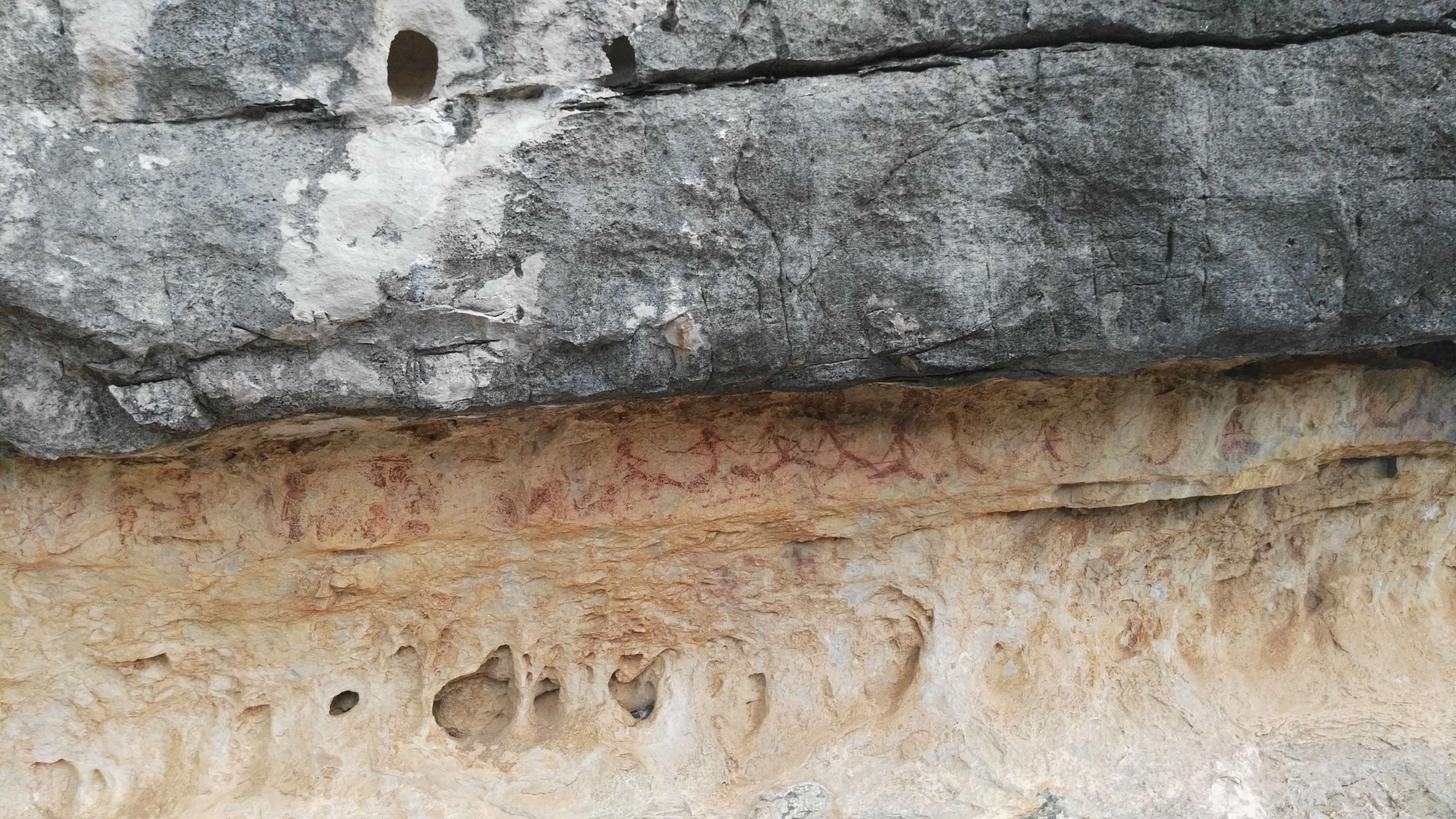
Pintures rupestres del Cocó de la Gralla. Vista parcial.

Un dels equipaments més interessants és el Centre de Desenvolupament Rural. Espai destinat a la realització d'accions i actuacions que ajuden, afavoreixen i diversifiquen el desenvolupament econòmic del poble. Una part important del centre l'ocupa el Museu de la Pauma que treballa per la revaloració el patrimoni etnològic del poble.

### Pintures rupestres
Conjunt de pintures rupestres del Cocó de la Gralla. 69 figures d'estil llevantí o naturalista d'uns 8.000 anys d'antiguitat.
Les pintures rupestres del Cocó de la Gralla van ser descobertes pel senyor Domingo Ribas, veí de Santa Bàrbara. Uns deu anys després, el març de 2014, es va informar de la seva existència al Departament de Cultura de la Generalitat de Catalunya i es confirmà la seva autenticitat.
El panell pintat ocupa una llarga i estreta franja de 3 metres de longitud per 0’40 metres d'amplada situada a la part més alta de la paret de l'abric.
S'identifiquen un total de 69 figures d'estil llevantí o naturalista. Pel que fa a la cronologia de les pintures, sembla que es podrien datar entre el Postpaleolític i el Neolític.
L'any 2016 el Servei d'Arqueologia i Paleontologia del Departament de Cultura de la Generalitat de Catalunya, va dur a terme la documentació exhaustiva de les pintures, dins el projecte Corpus de Pintures Rupestres de Catalunya.

## Fires i festes
- Festes de Sant Marc. Se celebren l'última setmana d'abril. El dia 25 d'abril és la festa major. El co-patró és Sant Gregori, que se celebra el 26 d'abril. Sant Marc és el patró titular i Sant Gregori el protector dels camps, per això el dia que es fa la seva celebració es beneeix el terme, per demanar la seva protecció contra les plagues i la pedra. En alguns temps la gent s'emportava càntirs d'aigua beneïda i la repartien pels camps d'oliveres demanant la seva protecció.

- Festes d'Agost. Durant aquest mes se celebren les Jornades Culturals. Dins aquesta festivitat destaca la fira el Racó dels Artesans que se celebra pels carrers més cèntrics del poble, i amb diferents actes durant la iniciativa d'intercanvi cultural amb la comunitat autònoma invitada.
- Sant Antoni.

## Aigua
Mas de Barberans compta amb servei domiciliari d'aigua potable des de finals del segle xix, gràcies a l'esforç de tot el poble, encapçalat pel seu alcalde, en Damià Lleixà i Bertomeu. El 13 de març de 1871 van aconseguir la concessió del Govern de la Província de les Fonts del Bosc, del Nofre, del Boix, Cendrosa i d'Aliau, i el 27 de setembre de 1873, es constituí una agrupació de veïns mitjançant escriptura atorgada pel Notari de La Sénia i ratificada la concessió amb efectes retroactius el 25 d'agost de 1944 per part de la Confederació Hidrogràfica de l'Ebre.
Avui, el subministrament de l'aigua és totalment independent de l'Ajuntament, està funcionant de manera autònoma per la Societat d'Aigües Potables, que és l'encarregada de fer el subministrament i de mantenir la conducció.

## Electricitat
El poble disposa de llum elèctrica des dels anys 1920 gràcies a la iniciativa de Josep Subirats Bel, popularment conegut per "Lo Fino". Tot va començar quan va arrendar un salt d'aigua a Alfara de Carles, la Fàbrica Gran, i hi va efectuar les reformes necessàries per adaptar-lo a la producció elèctrica. Va fer els treballs de l'estesa de cable i col·locació de postes des d'Alfara de Carles als Reguers i després al Mas, amb un total de 90 quilòmetres de fil i uns 900 pals, per cobrir els quasi 30 km que hi ha des d'Alfara de Carles al Mas de Barberans. El recorregut travessa muntanyes i diferents tipus d'obstackes. El 18 de febrer de 1926 el poble de Mas de Barberans va ser connectat a la xarxa i tenir electricitat.